# 恋人よ帰れ
『恋人よ帰れ』（こいびとよかえれ、原題・英語: Lover Come Back）は、1961年に製作・公開されたアメリカ映画である。イーストマン・カラー作品。
ビリー・ワイルダー監督『恋人よ帰れ!わが胸に』とは別作品である。

## 概要
1959年の『夜を楽しく』に続くロック・ハドソンとドリス・デイ主演作品であり、デルバート・マンが監督を務めている。トニー・ランドールは『夜を楽しく』に引き続いて共演した。
ニューヨークの広告代理店が舞台となっている。

## キャスト
※括弧内は日本語吹替
- ジェリー・ウェブスター：ロック・ハドソン（金内吉男）
- キャロル・テンプルトン：ドリス・デイ（富永美沙子）
- ピーター・ラムゼイ：トニー・ランドール（近石真介）
- レベル・デービス：エディ・アダムス（小原乃梨子）

※日本語吹替：初回放送1970年10月19日『月曜ロードショー』

## スタッフ
- 監督：デルバート・マン
- 製作総指揮：ロバート・アーサー
- 製作：マーティン・メルチャー、スタンリー・シャピロ
- 脚本：スタンリー・シャピロ、ポール・ヘニング
- 音楽：フランク・デ・ヴォル
- 撮影監督：アーサー・E・アーリング
- 編集：マージョリー・ファウラー
- 美術：ロバート・クラットワーシー、アレクサンダー・ゴリツィン
- 装置：オリヴァー・エマート
- ドリス・デイの衣裳：アイリーン

## 映画賞ノミネーション
- アカデミー脚本賞：スタンリー・シャピロ、ポール・ヘニング
- ゴールデングローブ賞 助演男優賞：トニー・ランドール